# Everton Football Club 2021-2022 (femminile)
Questa voce raccoglie le informazioni riguardanti l'Everton Football Club nelle competizioni ufficiali della stagione 2021-2022.

## Stagione

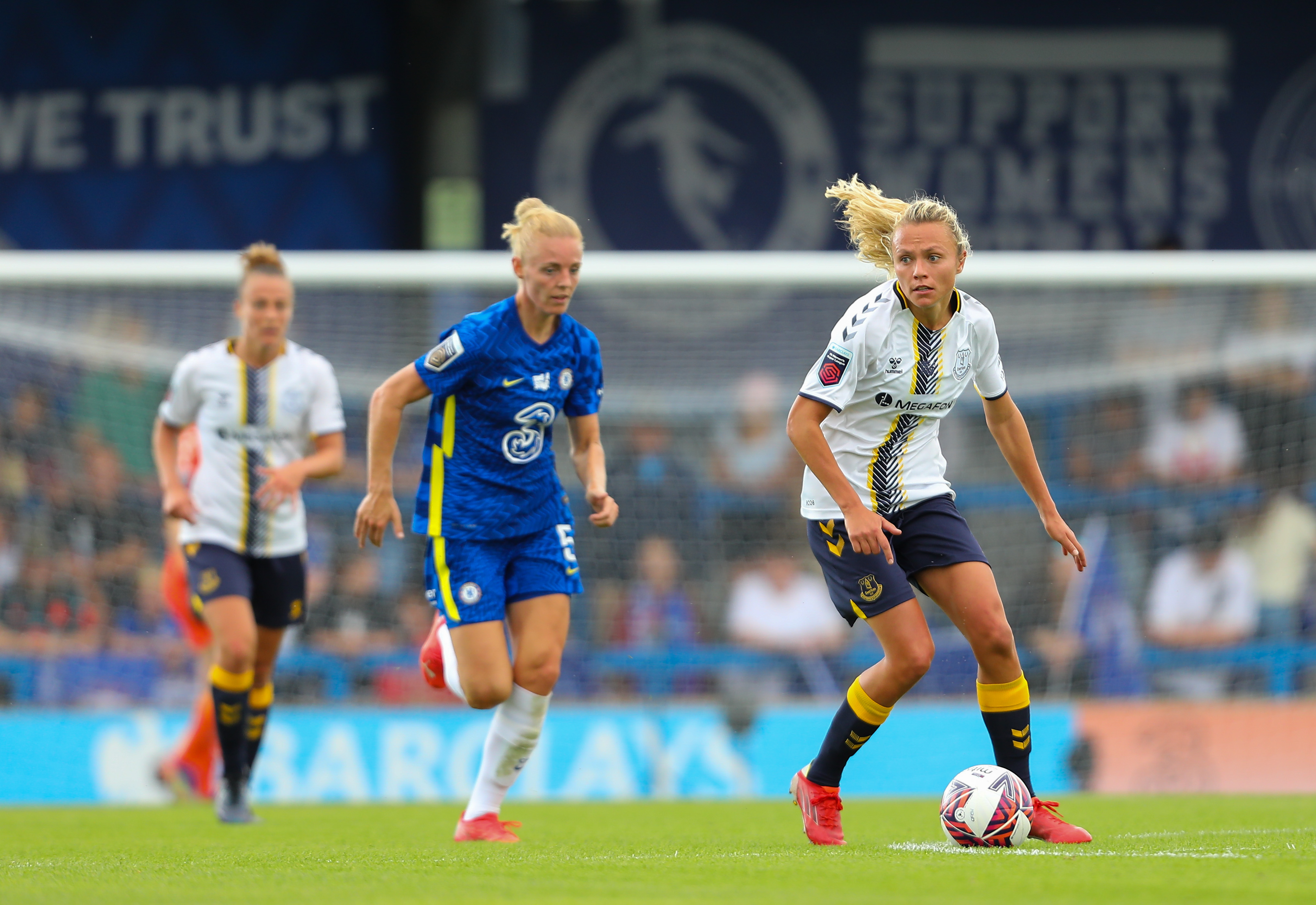
Azione di gioco della partita tra Chelsea ed Everton del 12 settembre 2021, valida per la seconda giornata di campionato.

La stagione dell'Everton femminile si è aperta con un buon numero di trasferimenti di giocatrici in ingresso e in uscita. Tra questi in uscita il rientro dal prestito della centrocampista e veterana della nazionale inglese Jill Scott al Manchester City, la cessione al Tottenham, della pari ruolo della nazionale francese Maéva Clémaron. In entrata, invece, sempre a centrocampo c'è stato l'arrivo della nazionale italiana Aurora Galli dalla Juventus, prima volta per una calciatrice italiana nel campionato inglese, e della veterana francese Kenza Dali, mentre in attacco sono arrivate la svedese Anna Anvegård dal Rosengård e Toni Duggan, al ritorno in Inghilterra dopo due stagioni in Spagna all'Atlético Madrid.
Dopo cinque giornate di campionato, durante le quali la squadra aveva ottenuto due vittorie e tre sconfitte, l'allenatore Willie Kirk è stato esonerato. Al suo posto è stato ingaggiato l'ex allenatore dell'Olympique Lione Jean-Luc Vasseur. Lo stesso Vasseur è stato esonerato a sua volta il 2 febbraio successivo con la squadra in decima posizione in campionato ed eliminata dalla fase a gruppi della FA Women's League Cup. Al suo posto la guida tecnica della squadra è stata affidata a Chris Roberts e Claire Ditchburn fino alla fine della stagione.
Il campionato di FA Women's Super League è stato concluso al decimo posto con 20 punti conquistati, frutto di 5 vittorie, 5 pareggi e 12 sconfitte. In FA Women's Cup la squadra, che era partita dal quarto turno, è stata eliminata ai quarti di finale, dopo la sconfitta contro il Manchester City. In FA Women's League Cup la squadra non ha superato la fase a gruppi, avendo concluso in terza posizione in classifica nel gruppo B.

## Maglie e sponsor
Le tenute di gioco solo le stesse adottate dall'Everton maschile.
| Casa | Trasferta | Terza divisa |

## Rosa
Rosa, ruoli e numeri di maglia come da sito ufficiale.
| N. |                             | Ruolo | Calciatrice         |
| -- | --------------------------- | ----- | ------------------- |
| 1  | Inghilterra (bandiera)      | P     | Sandy MacIver       |
| 3  | Inghilterra (bandiera)      | D     | Danielle Turner     |
| 4  | Danimarca (bandiera)        | D     | Rikke Sevecke       |
| 5  | Svezia (bandiera)           | D     | Nathalie Björn      |
| 6  | Inghilterra (bandiera)      | D     | Gabrielle George    |
| 7  | Francia (bandiera)          | C     | Kenza Dali          |
| 8  | Inghilterra (bandiera)      | C     | Isobel Christiansen |
| 9  | Inghilterra (bandiera)      | A     | Toni Duggan         |
| 10 | Irlanda del Nord (bandiera) | A     | Simone Magill       |
| 11 | Scozia (bandiera)           | A     | Claire Emslie       |
| 13 | Francia (bandiera)          | A     | Valérie Gauvin      |

| N. |                        | Ruolo | Calciatrice            |
| -- | ---------------------- | ----- | ---------------------- |
| 14 | Danimarca (bandiera)   | A     | Nicoline Sørensen      |
| 17 | Scozia (bandiera)      | C     | Lucy Graham (capitano) |
| 18 | Irlanda (bandiera)     | P     | Courtney Brosnan       |
| 19 | Svezia (bandiera)      | A     | Anna Anvegård          |
| 20 | Inghilterra (bandiera) | D     | Megan Finnigan         |
| 21 | Germania (bandiera)    | D     | Leonie Maier           |
| 22 | Italia (bandiera)      | C     | Aurora Galli           |
| 26 | Inghilterra (bandiera) | C     | Grace Clinton          |
| 28 | Svezia (bandiera)      | C     | Hanna Bennison         |
| 30 | Inghilterra (bandiera) | D     | Poppy Pattinson        |
| 31 | Scozia (bandiera)      | D     | Kenzie Weir            |

## Calciomercato

### Sessione estiva
| Acquisti | Acquisti                 | Acquisti         | Acquisti      |
| R.       | Nome                     | da               | Modalità      |
| -------- | ------------------------ | ---------------- | ------------- |
| P        | Courtney Brosnan         | West Ham         | [ 9 ]         |
| P        | Cecilía Rán Rúnarsdóttir | KIF Örebro       | [ 10 ]        |
| D        | Hannah Coan              | Blackburn Rovers | fine prestito |
| D        | Nathalie Björn           | Rosengård        | [ 11 ]        |
| D        | Leonie Maier             | Arsenal          | [ 12 ]        |
| C        | Hanna Bennison           | Rosengård        | [ 13 ]        |
| C        | Kenza Dali               | West Ham         | [ 14 ]        |
| C        | Aurora Galli             | Juventus         | [ 15 ]        |
| C        | Molly Pike               | Bristol City     | fine prestito |
| A        | Anna Anvegård            | Rosengård        | [ 16 ]        |
| A        | Toni Duggan              | Atlético Madrid  | [ 17 ]        |

| Cessioni | Cessioni                 | Cessioni              | Cessioni      |
| R.       | Nome                     | a                     | Modalità      |
| -------- | ------------------------ | --------------------- | ------------- |
| P        | Tinja-Riikka Korpela     | Tottenham             | [ 18 ]        |
| P        | Anna Pedersen            | London City Lionesses | [ 19 ]        |
| P        | Cecilía Rán Rúnarsdóttir | KIF Örebro            | [ 10 ]        |
| D        | Georgia Brougham         | Leicester City        | [ 18 ]        |
| D        | Hannah Coan              | Blackburn Rovers      | [ 18 ]        |
| D        | Ingrid Moe Wold          |                       | ritirata      |
| C        | Hayley Raso              | Manchester City       | [ 21 ]        |
| C        | Maéva Clémaron           | Tottenham             | [ 18 ]        |
| C        | Molly Pike               | Leicester City        | [ 18 ]        |
| C        | Jill Scott               | Manchester City       | fine prestito |
| C        | Abbey-Leigh Stringer     | West Ham              | [ 22 ]        |
| A        | Chantelle Boye-Hlorkah   | Aston Villa           | [ 23 ]        |
| A        | Elise Hughes             | Charlton Athletic     | [ 24 ]        |
| A        | Alisha Lehmann           | West Ham              | fine prestito |

### Sessione invernale
| Acquisti | Acquisti                 | Acquisti   | Acquisti      |
| R.       | Nome                     | da         | Modalità      |
| -------- | ------------------------ | ---------- | ------------- |
| P        | Cecilía Rán Rúnarsdóttir | KIF Örebro | fine prestito |

| Cessioni | Cessioni                 | Cessioni      | Cessioni |
| R.       | Nome                     | a             | Modalità |
| -------- | ------------------------ | ------------- | -------- |
| P        | Cecilía Rán Rúnarsdóttir | Bayern Monaco | [ 25 ]   |

## Risultati

### FA Women's Super League

#### Girone di andata
| Arbitro: | Dowle |

|  |           |                                             |
|  | Marcatori | 26’ Losada 36’ Beckie 38’ Shaw 67’ Houghton |

| Arbitro: | Fearn |

|                                     |           |  |
| Kirby 25’ Kerr 47’, 74’ England 79’ | Marcatori |  |

| Arbitro: | Reeves |

|                                      |           |             |
| Maier 13’ Bennison 73’ Sevecke 90+7’ | Marcatori | 32’ Pennock |

| Arbitro: | May |

|  |           |                                     |
|  | Marcatori | 2’ Anvegård 38’ Emslie 45+9’ Turner |

| Arbitro: | Conley |

|                                      |           |  |
| McCabe 32’ Wubben-Moy 41’ Maanum 86’ | Marcatori |  |

| Arbitro: | May |

|  |           |            |
|  | Marcatori | 61’ Whelan |

| Arbitro: | Simms |

|            |           |           |
| Magill 76’ | Marcatori | 10’ Toone |

| Arbitro: | May |

|  |           |            |
|  | Marcatori | 81’ Magill |

| Arbitro: | May |

|            |           |          |
| Duggan 76’ | Marcatori | 40’ Wyne |

| Arbitro: | Elizabeth Simms |

|         |           |  |
| Naz 51’ | Marcatori |  |

| Arbitro: | Massey-Ellis |

|  |           |           |
|  | Marcatori | 80’ Galli |

#### Girone di ritorno
| Arbitro: | Bell |

|  |           |                                 |
|  | Marcatori | 7’ Kerr 15’ Reiten 29’ Cuthbert |

| Arbitro: | Impey |

|                                            |           |  |
| Svitková 41’ Brynjarsdóttir 57’ Walker 86’ | Marcatori |  |

| Arbitro: | Kitchen |

|             |           |                       |
| Anvegård 5’ | Marcatori | 75’ Dowie 88’ Primmer |

| Arbitro: | Simms |

|  |           |                              |
|  | Marcatori | 17’ Gielnik 23’ Petzelberger |

| Arbitro: | Jackson |

|                                                      |           |  |
| Magill 25’ (aut.) White 32’ Greenwood 84’ Coombs 85’ | Marcatori |  |

| Arbitro: | Dowle |

|                              |           |                         |
| Duggan 32’ Anvegård 40’, 52’ | Marcatori | 5’ Purfield 44’ Tierney |

| Arbitro: | Conley |

|                                 |           |           |
| Russo 35’, 84’ Zelem 54’ (rig.) | Marcatori | 4’ Emslie |

| Birmingham 1º aprile 2022, ore 19:00 UTC+1 19ª giornata | Birmingham City | 0 – 0 referto | Everton | St Andrew's (537 spett.)\| Arbitro: \| Fearn \| |
| Arbitro:                                                | Fearn           |               |         |                                                 |

| Arbitro: | Dowle |

|  |           |                              |
|  | Marcatori | 43’ Foord 67’ Mead 75’ Nobbs |

| Arbitro: | Impey |

|                           |           |                  |
| Turner 85’ Finnigan 90+1’ | Marcatori | 5’ Ale 85’ Green |

| Arbitro: | Saunders |

|            |           |             |
| Whelan 52’ | Marcatori | 45+1’ Björn |

### Women's FA Cup
| Huddersfield 30 gennaio 2022, ore 13:00 UTC+0 Quarto turno               | Huddersfield Town | 0 – 4 referto                          | Everton | Kirklees Stadium |
| \| \| \| \| \| \| Marcatori \| 4’ Anvegård 38’, 50’ Gauvin 89’ Emslie \| |                   |                                        |         |                  |
|                                                                          |                   |                                        |         |                  |
|                                                                          | Marcatori         | 4’ Anvegård 38’, 50’ Gauvin 89’ Emslie |         |                  |

| Bexley 27 febbraio 2022, ore 13:00 UTC+0 Quinto turno   | Charlton Athletic | 0 – 2 referto         | Everton | The Oakwood (457 spett.) |
| \| \| \| \| \| \| Marcatori \| 34’ Dali 74’ Anvegård \| |                   |                       |         |                          |
|                                                         |                   |                       |         |                          |
|                                                         | Marcatori         | 34’ Dali 74’ Anvegård |         |                          |

| Arbitro: | Impey |

|                                    |           |  |
| Hemp 35’, 48’ Weir 61’ White 90+2’ | Marcatori |  |

### FA Women's League Cup
| Manchester 13 ottobre 2021, ore 13:00 UTC+1 Gruppo B - 1ª giornata                         | Manchester City | 5 – 1 referto | Everton | Manchester City Academy Stadium |
| \| \| \| \| \| Weir 8’ Shaw 32’ Hemp 74’ Park 79’ White 89’ \| Marcatori \| 10’ Clinton \| |                 |               |         |                                 |
|                                                                                            |                 |               |         |                                 |
| Weir 8’ Shaw 32’ Hemp 74’ Park 79’ White 89’                                               | Marcatori       | 10’ Clinton   |         |                                 |

| Arbitro: | Ball |

|              |           |                                         |
| Plumptre 82’ | Marcatori | 2’ Anvegård 39’ Christiansen 87’ Gauvin |

| Liverpool 5 dicembre 2021, ore 13:00 UTC+0 Gruppo B - 4ª giornata | Everton   | 1 – 0 referto | Durham | Walton Hall Park |
| \| \| \| \| \| Duggan 61’ \| Marcatori \| \|                      |           |               |        |                  |
|                                                                   |           |               |        |                  |
| Duggan 61’                                                        | Marcatori |               |        |                  |

| Liverpool 15 dicembre 2021, ore 20:00 UTC+0 Gruppo B - 5ª giornata | Everton   | 0 – 2 referto                   | Manchester United | Walton Hall Park |
| \| \| \| \| \| \| Marcatori \| 20’ (aut.) D. Turner 23’ Thomas \|  |           |                                 |                   |                  |
|                                                                    |           |                                 |                   |                  |
|                                                                    | Marcatori | 20’ (aut.) D. Turner 23’ Thomas |                   |                  |

## Statistiche

### Statistiche di squadra
| Competizione            | Punti | In casa | In casa | In casa | In casa | In casa | In casa | In trasferta | In trasferta | In trasferta | In trasferta | In trasferta | In trasferta | Totale | Totale | Totale | Totale | Totale | Totale | DR  |
| Competizione            | Punti | G       | V       | N       | P       | Gf      | Gs      | G            | V            | N            | P            | Gf           | Gs           | G      | V      | N      | P      | Gf     | Gs     | DR  |
| ----------------------- | ----- | ------- | ------- | ------- | ------- | ------- | ------- | ------------ | ------------ | ------------ | ------------ | ------------ | ------------ | ------ | ------ | ------ | ------ | ------ | ------ | --- |
| FA Women's Super League | 20    | 11      | 2       | 3       | 6       | 11      | 22      | 11           | 3            | 2            | 6            | 7            | 19           | 22     | 5      | 5      | 12     | 18     | 41     | -23 |
| FA Women's Cup          | -     | 0       | 0       | 0       | 0       | 0       | 0       | 3            | 2            | 0            | 1            | 6            | 4            | 3      | 2      | 0      | 1      | 6      | 4      | +2  |
| FA Women's League Cup   | -     | 2       | 1       | 0       | 1       | 1       | 2       | 2            | 1            | 0            | 1            | 4            | 6            | 4      | 2      | 0      | 2      | 5      | 8      | -3  |
| Totale                  | -     | 13      | 3       | 3       | 7       | 12      | 24      | 16           | 6            | 2            | 8            | 17           | 29           | 29     | 9      | 5      | 15     | 29     | 53     | -24 |

### Andamento in campionato
| Giornata  | 1  | 2  | 3 | 4 | 5 | 6  | 7  | 8 | 9 | 10 | 11 | 12 | 13 | 14 | 15 | 16 | 17 | 18 | 19 | 20 | 21 | 22 |
| --------- | -- | -- | - | - | - | -- | -- | - | - | -- | -- | -- | -- | -- | -- | -- | -- | -- | -- | -- | -- | -- |
| Luogo     | C  | T  | C | T | T | C  | C  | T | C | T  | T  | C  | T  | C  | C  | T  | C  | T  | T  | C  | C  | T  |
| Risultato | P  | P  | V | V | P | P  | N  | V | N | P  | V  | P  | P  | P  | P  | P  | V  | P  | N  | P  | N  | N  |
| Posizione | 12 | 12 | 9 | 8 | 8 | 10 | 10 | 9 | 9 | 9  | 9  | 10 | 10 | 11 | 10 | 9  | 9  | 9  | 10 | 10 | 10 | 10 |

Legenda:

Luogo: C = Casa; T = Trasferta. Risultato: V = Vittoria; N = Pareggio; P = Sconfitta.

### Statistiche delle giocatrici
| Giocatore       | FA Women's Super League | FA Women's Super League | FA Women's Super League | FA Women's Super League | FA Women's Cup | FA Women's Cup | FA Women's Cup | FA Women's Cup | FA Women's League Cup | FA Women's League Cup | FA Women's League Cup | FA Women's League Cup | Totale   | Totale | Totale      | Totale     |
| Giocatore       | Presenze                | Reti                    | Ammonizioni             | Espulsioni              | Presenze       | Reti           | Ammonizioni    | Espulsioni     | Presenze              | Reti                  | Ammonizioni           | Espulsioni            | Presenze | Reti   | Ammonizioni | Espulsioni |
| --------------- | ----------------------- | ----------------------- | ----------------------- | ----------------------- | -------------- | -------------- | -------------- | -------------- | --------------------- | --------------------- | --------------------- | --------------------- | -------- | ------ | ----------- | ---------- |
| A. Anvegård     | 14                      | 4                       | 0                       | 0                       | 2              | 2              | 0              | 0              | 3                     | 1                     | 0                     | 0                     | 19       | 7      | 0           | 0          |
| H. Bennison     | 22                      | 1                       | 0                       | 0                       | 3              | 0              | 0              | 0              | 4                     | 0                     | 0                     | 0                     | 29       | 1      | 0           | 0          |
| N. Björn        | 16                      | 1                       | 1                       | 0                       | 2              | 0              | 0              | 0              | 3                     | 0                     | 1                     | 0                     | 21       | 1      | 2           | 0          |
| C. Brosnan      | 4                       | -7                      | 0                       | 0                       | 1              | 0              | 0              | 0              | 3                     | -7                    | 0                     | 0                     | 8        | -14    | 0           | 0          |
| I. Christiansen | 20                      | 0                       | 1                       | 0                       | 3              | 0              | 0              | 0              | 4                     | 1                     | 0                     | 0                     | 27       | 1      | 1           | 0          |
| G. Clinton      | 8                       | 0                       | 1                       | 0                       | 1              | 0              | 0              | 0              | 3                     | 1                     | 0                     | 0                     | 12       | 1      | 1           | 0          |
| K. Dali         | 20                      | 0                       | 1                       | 0                       | 3              | 1              | 0              | 0              | 4                     | 0                     | 0                     | 0                     | 27       | 1      | 1           | 0          |
| T. Duggan       | 22                      | 2                       | 0                       | 0                       | 3              | 0              | 0              | 0              | 3                     | 1                     | 0                     | 0                     | 28       | 3      | 0           | 0          |
| C. Emslie       | 18                      | 2                       | 0                       | 0                       | 3              | 1              | 0              | 0              | 1                     | 0                     | 0                     | 0                     | 22       | 3      | 0           | 0          |
| M. Finnigan     | 16                      | 1                       | 1                       | 0                       | 3              | 0              | 0              | 0              | 3                     | 0                     | 0                     | 0                     | 22       | 1      | 1           | 0          |
| A. Galli        | 18                      | 1                       | 1                       | 0                       | 3              | 0              | 0              | 0              | 4                     | 0                     | 0                     | 0                     | 25       | 1      | 1           | 0          |
| V. Gauvin       | 12                      | 0                       | 0                       | 0                       | 3              | 2              | 0              | 0              | 2                     | 1                     | 0                     | 0                     | 17       | 3      | 0           | 0          |
| G. George       | 21                      | 0                       | 5                       | 0                       | 3              | 0              | 0              | 0              | 4                     | 0                     | 0                     | 0                     | 28       | 0      | 5           | 0          |
| L. Graham       | 16                      | 0                       | 2                       | 0                       | 2              | 0              | 0              | 0              | 4                     | 0                     | 1                     | 0                     | 22       | 0      | 3           | 0          |
| S. Magill       | 14                      | 2                       | 0                       | 0                       | 1              | 0              | 0              | 0              | 3                     | 0                     | 0                     | 0                     | 18       | 2      | 0           | 0          |
| L. Maier        | 15                      | 1                       | 0                       | 0                       | 3              | 0              | 0              | 0              | 4                     | 0                     | 1                     | 0                     | 22       | 1      | 1           | 0          |
| S. MacIver      | 18                      | -34                     | 0                       | 0                       | 2              | -4             | 0              | 0              | 1                     | -1                    | 0                     | 0                     | 21       | -39    | 0           | 0          |
| P. Pattinson    | 17                      | 0                       | 0                       | 0                       | 3              | 0              | 0              | 0              | 3                     | 0                     | 0                     | 0                     | 23       | 0      | 0           | 0          |
| R. Sevecke      | 11                      | 1                       | 2                       | 0                       | -              | -              | -              | -              | 3                     | 0                     | 0                     | 0                     | 14       | 1      | 2           | 0          |
| N. Sørensen     | 3                       | 0                       | 0                       | 0                       | -              | -              | -              | -              | -                     | -                     | -                     | -                     | 3        | 0      | 0           | 0          |
| D. Turner       | 21                      | 2                       | 3                       | 0                       | 3              | 0              | 0              | 0              | 3                     | 0                     | 0                     | 0                     | 27       | 2      | 3           | 0          |
| K. Weir         | 0                       | 0                       | 0                       | 0                       | 1              | 0              | 0              | 0              | -                     | -                     | -                     | -                     | 1        | 0      | 0           | 0          |